# Szűz Mária-templom (Salona)
A salonai Szűz Mária-templom Horvátországban a Split-Dalmácia megyei Salona város római katolikus temploma. Az ország legősibb Mária-szentélye.

## Fekvése
A templom Salona városának déli részén, az ősi Salona romjaitól délre a Jadro és mellékvizei álltak alkotott szigeten áll. Délről nagy park határolja.

## Története
Az ókori Salona a térség legfontosabb kereskedelmi és közigazgatási centrum volt, mely virágkorát a 3. és 4. században élte. A város az 5. században a püspökség központja a két bazilikával, a keresztelőkápolnával és a püspöki palotával. A pogány szlávok és avarok megújuló támadásai miatt 614-ben a várost a latin nyelvű lakosság elhagyta. A város teljesen elnéptelenedve, hosszú időre az enyészeté lett egészen a horvátok keresztény hitre téréséig. Egyes tudósok úgy vélik, hogy a solini Szűz Mária-sziget, amelyet a Jadro folyó mellékfolyói vesznek körül, volt az első horvát település ezen a területen. Jelena Slavna horvát királyné a 10. században két templomot is építtetett ide, az ókori romoktól keletre, a Jadro folyó szigetére. A Szent István templom királyi temetkezőhelynek, a Szűz Mária templom pedig koronázó templomnak épült.
A mai Szűz Mária tiszteletére szentelt templom, vagy ahogy a nép nevezi Gospa u Bristima ennek a régi templomnak helyén épült. Alapjait a mai templom északi oldalán jelölik. A plébániatemplomban végzett feltárások során az oltár alatt széles római fal került elő, mely azt jelzi, hogy itt már az ókorban is római épületek álltak. A templom egy kettős bazilika (basilica geminatae) volt, melyet a horvát nemzeti királyok idejében a bencések szoktak építeni. Ez a templom volt valószínűleg a horvát királyok koronázó temploma egészen Zvonimir király idejéig, aki a Szent Péter és Mózes templomot (népi nevén Šuplja crkva, azaz Üreges templom) tette meg koronázó templommá. A népi hagyomány szerint Salonán hét horvát királyt koronáztak meg. A mai templom harangtornyának építése során 1898-ban Frane Bulić atya ásatásokat végzett a templom területén, ahol augusztus 28-án megtalálta az építtető Jelena királyné sírkőlapjának darabjait. A bevésett latin betűs felirat egyértelműen igazolta, hogy II. Krešimir horvát király feleségének a sírját tárta fel. Egyúttal ez volt az első feltárt horvát királysír az országban.
Az ősi templom túlélte a tatárjárást, mivel a 14. században két dokumentum is említi.  Valószínűleg a 16. században rombolta le a török. Még 1670 előtt új templomot építettek a helyén, mert 1670. szeptember 8-án már szerepel a solin-vranjei plébánia keresztelési anyakönyvében. 1875-ben ez a templom is leégett, így a jelenlegi plébániatemplom 1878-ban épült az alapjai fölé. A Szűz Mária templom ma az ország legősibb Mária-szentélye, melyet 1998. október 4-én II. János Pál pápa is meglátogatott.

## Leírása
A régi Szűz Mária templom a feltárások szerint háromhajós bazilika volt, közel a mai plébániatemplommal azonos nagyságú. Hosszúsága 23 m, ebből a bejárattól a szentélyig 11 m, szélessége 10 m, ebből a főhajó 3,5 m, a mellékhajók pedig 2,25 m szélesek voltak.
Valószínűleg egy korábbi épület faragott köveiből építették. A szakemberek szerint a homlokzatán egy, vagy két harangtorony állt. Mivel körülötte sok szilfa volt, a nép egyszerűen Szilfás Miasszonyunknak (Gospa u Bristima) kezdte nevezni, a templomtól nyugatra található forrást pedig Miasszonyunk kútjának nevezték.